# Malenconia postpart

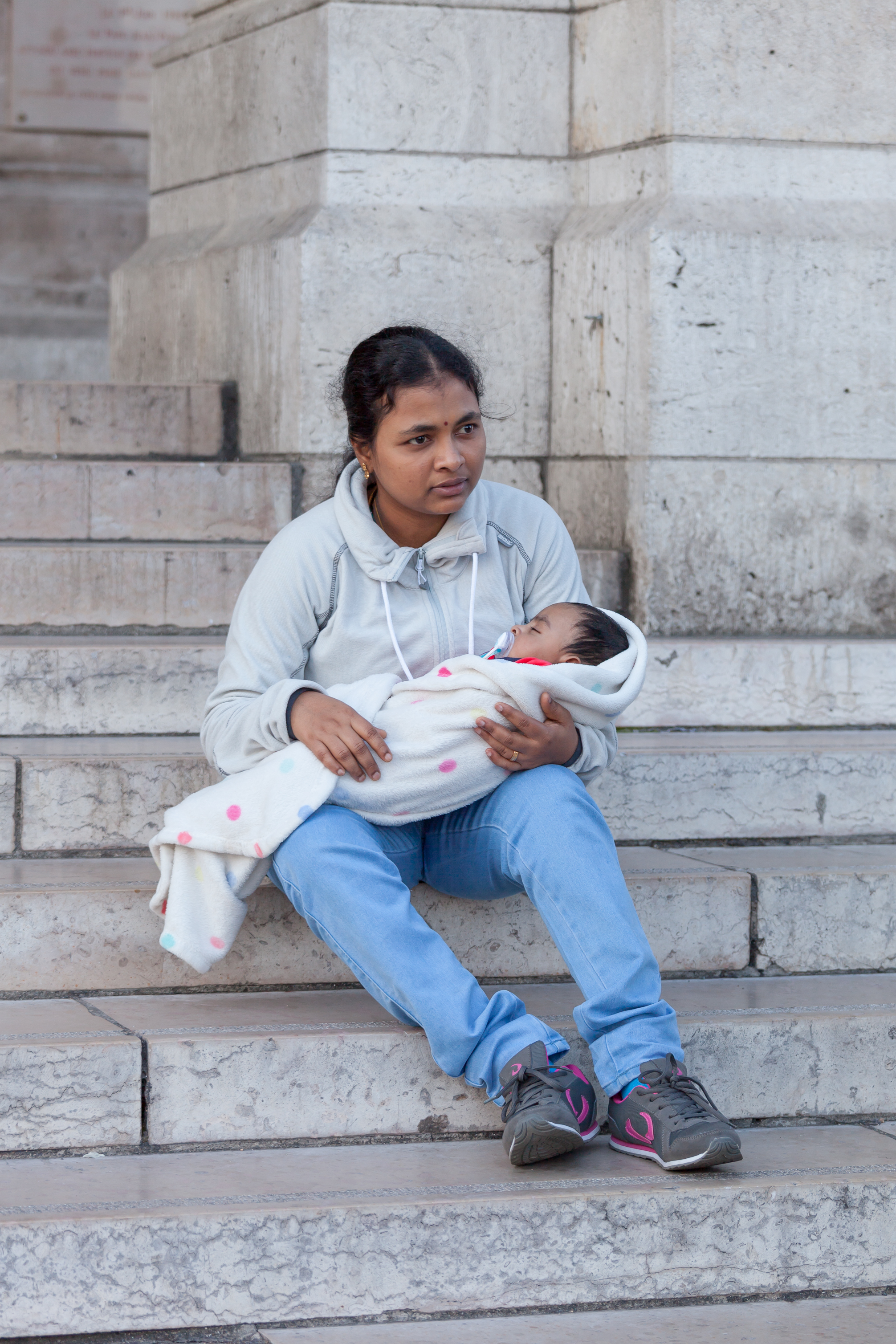

La malenconia postpart, tristesa de la maternitat, tristesa postpart, malenconia del tercer dia, és una reacció fisiològica normal, de tipus adaptatiu, consistent en una alteració lleu en l'estat d'ànim de la mare al postpart, generalment al tercer o quart dia després del part, que es manifesta amb inestabilitat en l'humor (desànim, inseguretat, mal geni, etc.) i una gran tendència al plor. Malgrat el nom, la depressió del tercer dia no és considerada una depressió pròpiament dita, sinó una alteració normal temporal que no provoca problemes majors a la mare ni al seu fill i marxa sola al cap d'unes hores o d'un parell de dies, tot i que de vegades pot durar fins a dues setmanes.
No s'ha de confondre amb la depressió postpart, que és un tipus de depressió.

## Descripció
Aquesta simptomatologia, molt freqüent al postpart, no es considera que arribi al rang de malaltia. A més dels plors freqüents, sol presentar irritabilitat, ansietat, mal de cap, insomni i queixes molt subjectives de manca de concentració. En canvi, no hi formen part sentiments d'incapacitat o minusvalidesa per a criar el nadó, desesperança ni manca de motivació. En algunes mares els dura només un parell de dies, i a d'altres uns deu o quinze. La permanència d'aquests símptomes durant més de dues o tres setmanes pot estar relacionada amb l'aparició d'una depressió postpart.

## Causes
És normal i lògic, des d'un punt de vista psicològic, que una mare, amb un esdeveniment recent com és un part i el canvi vital que representa el fet acollir una nova persona a la família, senti en algun moment inseguretat, desànim i cansament psícològic, aquest darrer manisfestable en forma de plors per causes aparentment no tan importants, irritabilitat o canvis bruscos d'ànim segons la persona. Més encara si s'afegeix les poques hores de son, i poc seguides, dels primers dies; el cansament del cos després d'un esforç tan gran com és el part; el desgast fisilògic que representa la lactància; els canvis hormonals -la inflexió d'aquests, d'una tendència, la de l'embaràs, a la contrària, al postpart; el fet d'haver-se de conèixer amb el nouvingut i, de vegades, d'haver d'aprendre a cuidar-lo.
Dels abans mencionats, el factor clau, fisiològicament parlant, és el desajust hormonal que es produeix un cop s'ha parit: la progesterona i l'estrogen, que durant l'embaràs han pujat considerablement els seus nivells, a les 24-48 hores d'haver parit inicien un descens en picat per arribar als seus nivells normals.
Alguns estudis apunten també a que estigui relacionat amb una baixada de serotonina (hormona que proporciona optimisme i la deficiència de la qual es relaciona amb la tristor i la depressió) al cinquè dia després del part, que es recuperen a la sisena setmana posterior a aquest. Els nivells baixos de serotonina però, en principi es poden compensar amb la segregació de l'oxitocina, una altra hormona "euforitzant" que el cos de la mare segrega quan dona el pit i quan acarona el seu nadó.

## Tractament
El baby blues, al contrari que la depressió postpart i de la psicosi puerperal, no necessita tractament, però sí comprensió i suport per part de l'entorn familiar i personal de la dona que el pateix.

## Incidència
La pateixen entre un 50% i un 80% de dones, segons les fonts. La majoria d'elles en el cas de ser mares primerenques. Pot ser que una mateixa mare la pateixi en un part però no en un altre. Tot i que es diu "del tercer dia", sembla que pot ocórrer des del segon al cinquè, amb més alta probabilitat, i no és impossible en un altre moment dintre de les dues primeres setmanes del postpart.